# Tiro único
Tiro único, em terminologia de armas de fogo é a designação usada para armas que contêm apenas um único cartucho de munição e devem ser recarregadas após cada tiro e/ou o respectivo mecanismo de ação ter sido projetado para atuar dessa forma.

## Características
A história das armas de fogo começou com designs de tiro único, e muitos séculos se passaram antes que designs de mecanismos de repetição de múltiplos tiros se tornassem comuns. Projetos de tiro único são menos complexos do que revólveres ou armas de fogo alimentadas por carregador, e muitos projetos de tiro único ainda são produzidos por muitos fabricantes, em grande variedade de cartuchos e calibres, desde armas improvisadas até as armas de competição de tiro da mais sofisticadas.
Ainda na época da pólvora negra e dos cartuchos de papel, o que ocorreu foi uma evolução dos mosquetes para os rifles (ou fuzis) e chegando as escopetas,

sendo um exemplo marcante dessa evolução, foi o rifle Farquharson (1872) que ajudou no desenvolvimento dos rifles de tiro único mais populares e bem sucedidos da era moderna são: o Winchester Model 1885 (em 1885) e o Ruger No. 1 (em 1966).